# Bogdan Lobonț
Bogdan Ionuț Lobonț (* 18. ledna 1978, Hunedoara, Rumunsko) je rumunský fotbalový brankář a bývalý reprezentant, hráč italského klubu AS Řím.

## Klubová kariéra
Mimo Rumunsko působil na klubové úrovni v Nizozemsku a Itálii.

## Reprezentační kariéra
Bogdan Lobonț odchytal 10 zápasů za rumunskou mládežnickou reprezentaci U21.
V A-mužstvu Rumunska debutoval 2. 9. 1998 v kvalifikačním zápase v Bukurešti proti reprezentaci Lichtenštejnska, který Rumunsko vyhrálo 7:0.
Byl v nominaci na EURO 2000 v Nizozemsku a Belgii, ale nehrál, byl brankářskou dvojkou. O 8 let později na EURU 2008 v Rakousku a Švýcarsku byl jedničkou v brance. Proti Francii udržel čisté konto (remíza 0:0). V utkání proti Itálií dostal branku od Christiana Panucciho, utkání skončilo remízou 1:1. V závěrečném zápase skupiny inkasoval dvakrát od hráčů Nizozemska, Rumuni prohráli 0:2 a nepostoupili ze základní skupiny.
V prvním barážovém utkání o MS 2014 15. listopadu 2013 proti Řecku chytal místo zraněné brankářské jednotky Cipriana Tătărușanu, Rumuni však porušili pravidla, když na 23členné soupisce měli nominované pouze dva brankáře, přičemž podle regulí FIFA musí mít každý tým 3 brankáře. Řecko zápas vyhrálo 3:1. V případě podání protestu řeckého týmu (což se nestalo) by Rumunsku hrozila kontumace 0:3 a Řekové by šli do odvety s lepší pozicí. Odveta skončila remízou 1:1 a Rumunsko tak na Mistrovství světa ve fotbale 2014 v Brazílii nepostoupilo.

Celkem odchytal v letech 1998–2013 za rumunský národní tým 85 zápasů.